# César de Lima
Augusto César de Lima, mais conhecido por César de Lima (Lisboa, 15 de março de 1832 — Lisboa, 3 de novembro de 1907) foi um ator de teatro, encenador e empresário português.

## Biografia
Estreou-se no Teatro Nacional D. Maria II, num pequeno papel do drama Herdeiros do Czar, a 9 de julho de 1850, juntamente com Emília das Neves, José Simões Nunes Borges e José Carlos dos Santos. Passou depois para o Teatro da Rua dos Condes, onde se salientou, sendo contratado definitivamente para o D. Maria II, performando papeis importantes.
Em seguida foi para o Teatro Gymnasio, onde teve êxitos, regressando ao D. Maria II, onde foi classificado como ator de primeira classe. Esporadicamente foi empresário no Teatro das Variedades Dramáticas e no Teatro do Príncipe Real.
Deveu-se a ele o lançamentos de vários artistas, nomeadamente: Actriz Virgínia, Ana Pereira, Actor Gil, Margarida Clementina, Actor Gama, Actor Bayard, José Bento, entre outros.
Foi um dos mais aclamados atores do país na segunda metade do século XIX. António de Sousa Bastos afirma na sua obra Diccionário do theatro portuguez, sobre o ator: "O theatro portuguez poucos galans comicos terá tido como elle. Quando passou a fazer papeis centraes, foi tambem felicissimo."
Esteve brevemente no Rio de Janeiro, de onde regressou em 1881. Já afastado do Teatro, faleceu em 1907.